# Thème de Camille (Le Mépris)
Pour les articles homonymes, voir Thème et Camille.
Le thème de Camille est un célèbre thème de musique de film du compositeur Georges Delerue, du film franco-italien Le Mépris de Jean-Luc Godard, de 1963. Il est édité sur un 45 tours collector Philips en 1963,.

## Histoire

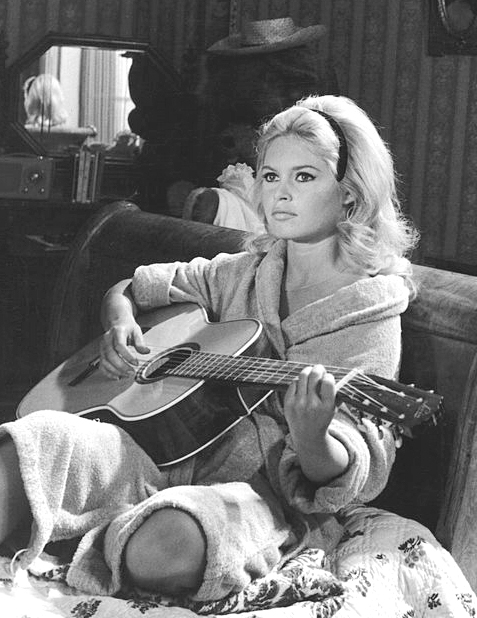
Brigitte Bardot (Camille) en 1962.

Jean-Luc Godard commande cette musique emblématique de film à George Delerue, pour son film tragique-érotique Le Mépris de 1963, adapté du roman Le Mépris de 1954 d’Alberto Moravia, grande histoire d'amour et de vie heureuse, entre Paul et de son épouse Camille, qui sombre progressivement, douloureusement, et tragiquement dans la déchirure et le mépris, porté par la musique de film mélancolique de Georges Delerue.
Ce chef-d’œuvre classique, emblématique du cinéma français, est tourné avec les stars françaises de l'époque Brigitte Bardot (Camille) et Michel Piccoli (Paul) en grande partie sur le fond bleu de mer Méditerranée de la célèbre villa Malaparte, à Capri en Italie.
Inspiré et adapté du célèbre Prélude de la Suite pour violoncelle no 1, composé entre 1717 et 1723 par Jean-Sébastien Bach, cet adagio romantique, mélancolique et tragique, écrit en la majeur, est joué par un orchestre symphonique d'instruments à cordes, soutenus par quelques bois, un cor, et une harpe. Il est répété de nombreuses fois dans le film ainsi que dans le thème Paul, et dans la scène d'amour mythique entre Brigitte Bardot et Michel Piccoli.

### La villa Malaparte

Villa Malaparte à Capri
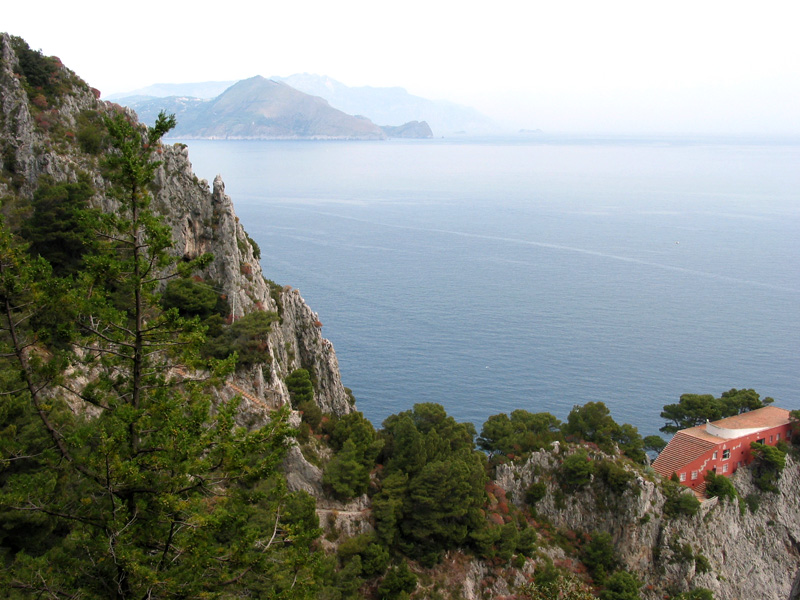
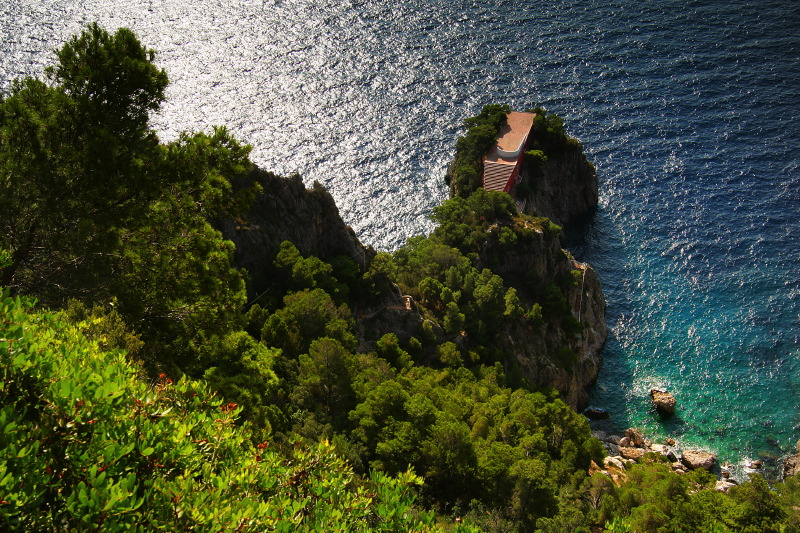
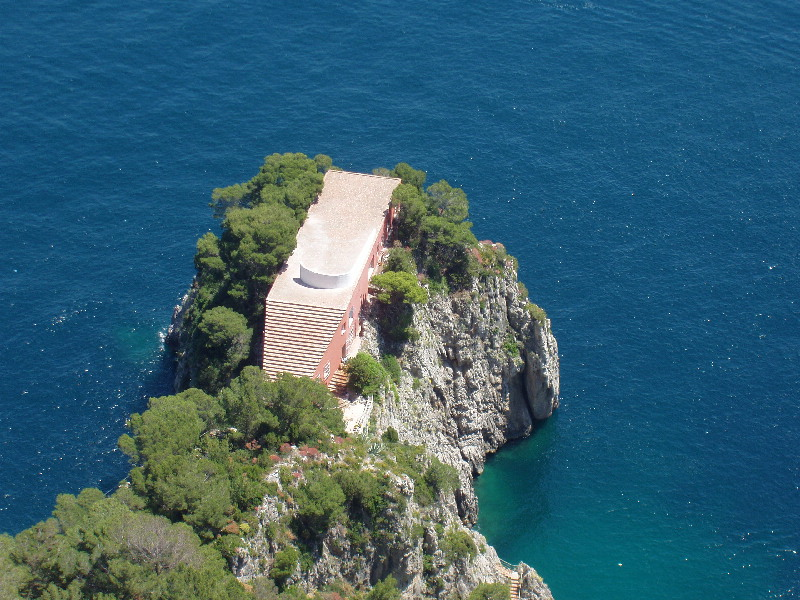
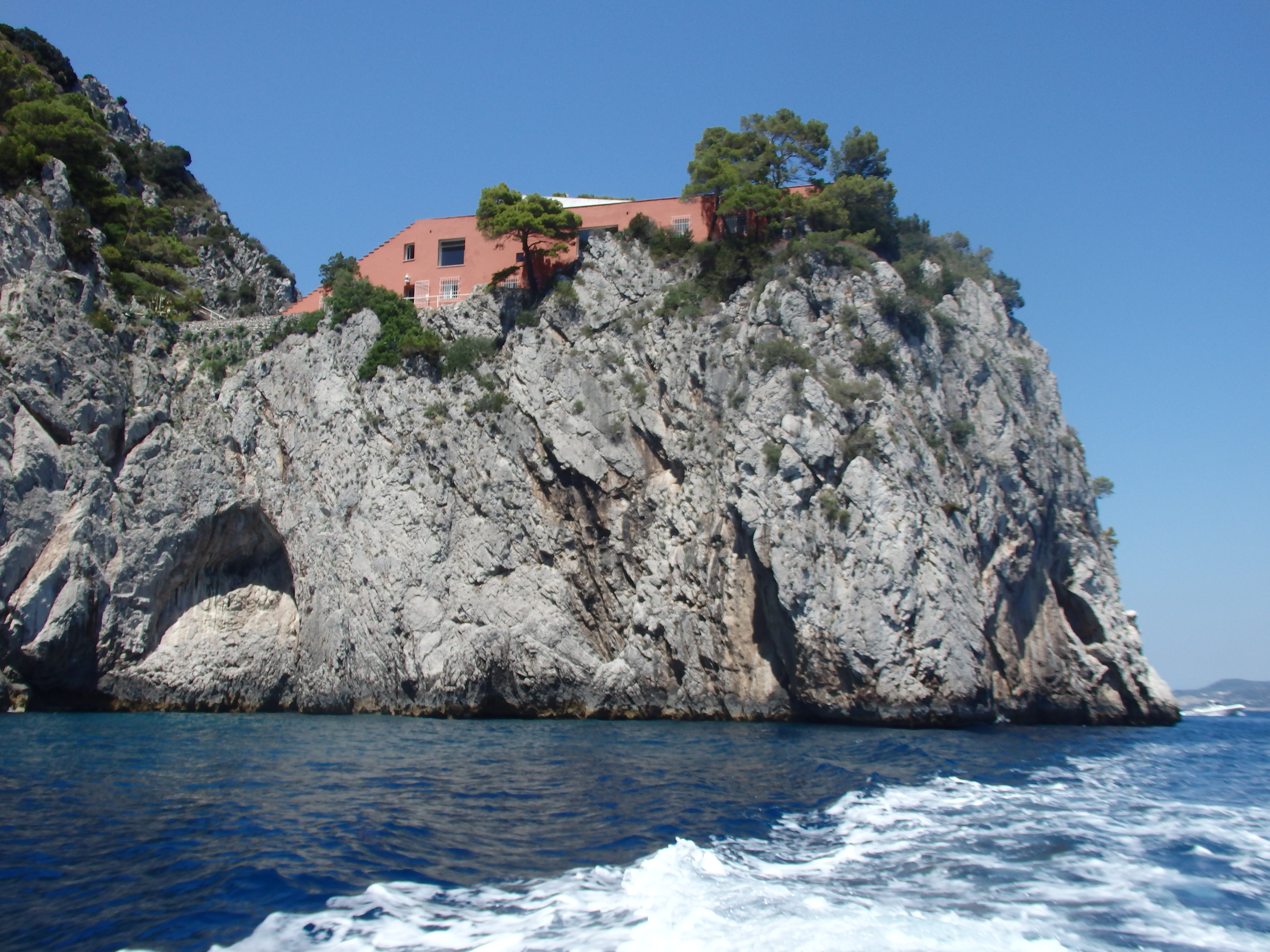

## Cinéma, musique de film
- 1963 : Le Mépris, de Jean-Luc Godard, avec Brigitte Bardot et Michel Piccoli[8].
- 1995 : Casino, de Martin Scorsese, avec Robert De Niro et Sharon Stone[9].
- 2005 : publicité pour le parfum Cinéma d'Yves Saint Laurent, mélange de Prélude de la Suite pour violoncelle no 1 de Bach et du thème de Camille[10].